# Pumilocytheridea ayalai
Pumilocytheridea ayalai is een mosselkreeftjessoort uit de familie van de Cytherideidae. De wetenschappelijke naam van de soort is voor het eerst geldig gepubliceerd in 1966 door Morales.